# Божидар Валтровић
Божидар М. Валтровић је био оснивач глумац, луткар и први управник Позоришта лутака Народне Републике Србије у Београду.

## Биографија
Божидар Валтровић је заволео лутке и луткарство још у најранијем детињству јер је од оца Михаила Валтровића, угледног српског археолога, као поклоне са путовања по Чешкој и Немачкој, добијао лутке за његово мало кућно позориште. У том смислу, још као дете, самоук, Божидар Валтровић је сам писао драмолете, режирао их и играо у тим првим луткарским представама. Своје прве луткарске монодраме приказивао је другој деци, рођацима и кућним пријатељима.
Ова љубав према луткарству, водила је Валтровића ка даљем усавршавању. Наиме, 1934. године, он завршава курс за луткаре аматере у Београду, након чега постаје уметнички директор првог професионалног луткарског позоришта у Новом Саду. Овде треба напоменути да су највећи број текстова за луткарске представе биле преводи са чешког, руског, пољкског, бугарског  и мађарског језика, а преводио их је упрваво Божидар Валтровић, и уосталом, и други позоришни радници. Ношен ентузијазмом, заједно са управником, Лазаром Драгићем и првим креатором лутака Живком Штрбојом организује и изводи разне луткарске представе у Новом Саду, а повремено и на гостовањима у Бачкој и западном Банату, све до пред сам почетак Другог светског рата.  У архиви Позоришног музеја Војводине, налази се рукописна евиденција Божидара Валтровића коју чине 33 странице, односно 17 листова, исписаних обострано пером и мастилом, и по садржају то јесу Извештаји рада овог позоришта из 1934. и 1935. године. У ово време је Валтровић био ангажован и као предавач током Другог соколског течаја за луткаре у Новом Саду 1934. године, када је говорио о народним песмама и бајкама и луткарству. На позицији управника овог Позоришта, Валтровић је био до 1941. године, јер када је започео рат, представе се више нису одржавале и тиме је 1941. године престао Валтровићев ангажман у Новом Саду.
Враћа се у Београд, где је почео да изводи бесплатне представе свог малог луткарског  позоришта за децу, сваке суботе у једној соби Основне организације Народног фронта на Звездари у Београду. По оконању рата, 1945. године, оснива пионирско позориште Пипол и руководи њиме. То позориште се налазило у згради Централног одбора УСАОЈ-а.
У то време, с обзиром да је луткарство било тек у повоју, осим пасионираних луткара пионира који су том професијом били надахнути још од свог најранијег детињства и носећи је још из приватних кућних позориштанаца, а таква је била и Марија Кулунџић, с тим да ће она доћи у ово позориште нешто касније, Божидар Валтровић добија за задатак одлуком владе НР Србије 27. маја 1948. године да оснује Позориште лутака Народне Републике Србије. Оно је почело са радом 23. октобра 1949. године премијером Пепељуге - Владимира Назора у режији Предрага Динуловића, а његов први управник  је био управо Божидар Валтровић до 1950. године, када одлази у пензију.
Веома заслужна радница овог позоришта, Марија Кулунџић, о Валтровићу говори следеће:
„...велике су његове заслуге што је Београд добио прву професионалну, луткарску сцену, која ће се током година развијати, како у техничком, тако и у уметничком погледу и због тога га се сви ми, његови сарадници, сећамо с великом захвалношћу."
Након пензионисања 1950. године, Валтровић одлази у Приштину и тамо оснива Покрајинско позориште лутака.

## Први уџбеник луткарства
Божидар М. Валтровић је свој живот посветио луткарству, његовој популаризацији на овим теренима до нивоа професионалности и бивајући сасвим свестан да је за образовање нових кадрова потребна писана литература, написао је и објавио, 1948. године, веома важан уџбеник - приручник: Позориште са луткама - из којег су учили многи југословенски луткари.
Сам Валтровић о овом приручнику у његовом уводном делу говори следеће:
„Пошто код нас није постојала стручна литература ове врсте (за техничку изградњу позоришта лутака и за његов практичан рад), нашао сам се побуђен да саставим овај Приручник, који треба да послужи у горе изложене сврхе, као и да буде путоказ свакоме ко се жели озбиљно посветити овој вештини."
Посебну уметничку и естетичку вредност у овој књизи, коју је редиговао Отон Томанић, има његово Упутство за припрему и обраду камада у позоришту с луткама.